# サンレイズ

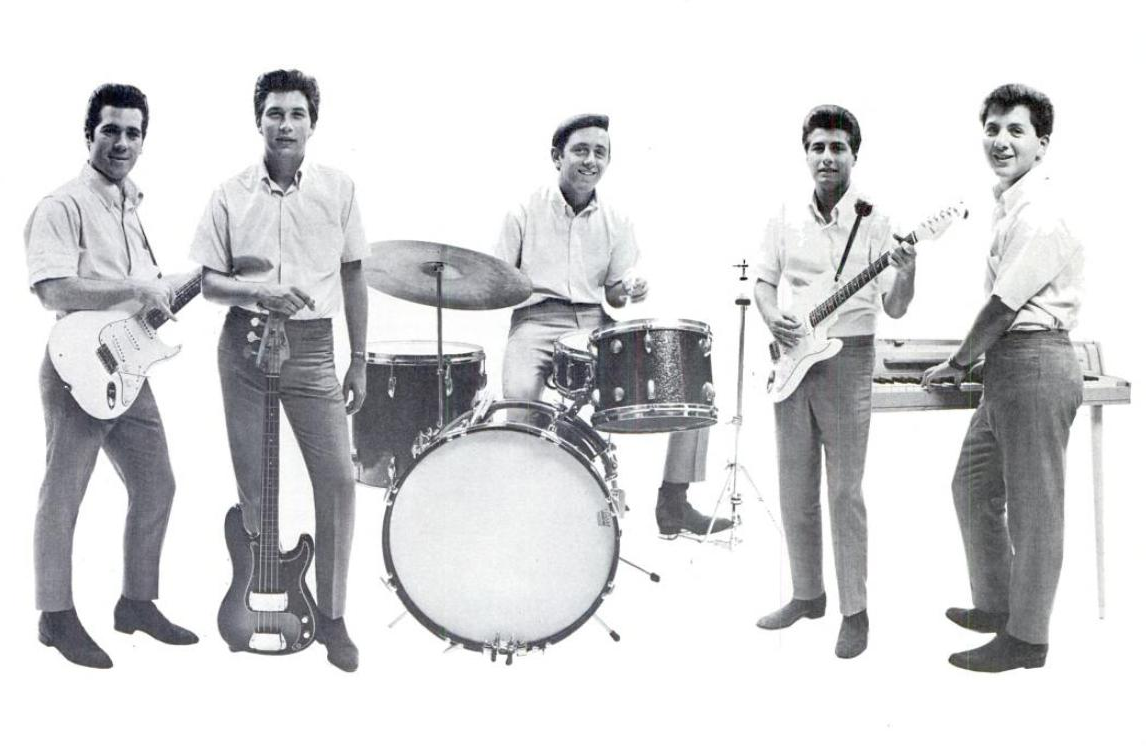
The Sunrays in 1965

ザ・サンレイズ (The Sunrays) は、カリフォルニア州ロサンゼルスのパシフィック・パリセーズ (Pacific Palisades) 出身のアメリカ合衆国のバンド。有名になる前は、ザ・レネゲーズ (The Renegades)、ザ・レネゲード5 (The Renegade 5)、ラリー・トレメイン・アンド・ザ・レネゲーズ (Larry Tremaine & The Renegades)、ザ・レンジャーズ (The Rangers)、ザ・ダート・ライダーズ (The Dirt Riders) などとも名乗っていた。グループを率いていたのは、シンガーソングライターでドラマーだったリック・ヘン (Rick Henn) で、彼はザ・ビーチ・ボーイズのメンバーであるカール・ウィルソンの友人であった。バンドの他のメンバーは、ギタリストのエディ・メドーラ (Eddy Medora、1945年11月28日 - 2006年10月27日) とバイロン・ケース (Byron Case)、キーボード奏者のマーティ・ディジョヴァンニ (Marty DiGiovanni)、ベースのヴィンス・ホジア (Vince Hozier、1946年2月26日 - 2007年3月18日) であった。

## 経歴
1950年代末、ザ・レネゲーズとしてのバンドの最初の仕事は、パシフィック・パリセーズのパリセーズ・パーク (Palisades Park) のザ・シーサイド・セッション (the Seaside Session) における演奏であった。1961年には、バンドはラリー・トレメイン (Larry Tremaine) と組んで、ロックンロール曲のカバー・バンド、ラリー・トレメイン・アンド・ザ・レネゲーズとなったが、当時のメンバーは、ラリー・トレメイン、スティーヴ・オライリー (Steve O'Riley)（後に死去）、マーティ・ディジョヴァンニ、リック・ヘン、エディ・メドーラ、ヴィンス・ホジアであった。トレメインは、ラジオのダンス番組、カリフォルニア大学ロサンゼルス校 (UCLA)、クラブ、セレブリティのパーティ、企業のイベントなどの仕事を、毎週、バンドにとってきた。
バンドは、サンセット・ストリップ (Sunset Strip) のクレシェンド・インタールード (Crescendo Interlude) にジョーイ・ディー・アンド・ザ・スターライターズ (Joey Dee and the Starlighters)とともに出演したほか、パシフィック・オーシャン・パーク (Pacific Ocean Park) の the Teen Age Fair や、1963年のアカデミー賞の打ち上げパーティー、ボブ・ユーバンクス (Bob Eubanks) のテレビのダンス番組などに出演し、毎週金曜日にはサンバーナーディーノの公会堂で行なわれるダンス・パーティーのハウス・バンドを務めていた。 
1963年、トレメインは、ラジオ局KBLAとKRLAに入局し、後にはテレビ局に転じて、全国ネットされた番組『Casino Royale Dance Party』のホストを務めた。
1964年、ザ・ビーチ・ボーイズのウィルソン兄弟（ブライアン、カール、デニス）の父マリー・ウィルソン (Murry Wilson) が、このバンドのマネジメントを始め、バンド名を「ザ・サンレイズ」に改めた。このとき、エディ・メドーラは、サクソフォーンからリズム・ギターに転向した。スティーヴ・オライリーはバンドを離れ、代わりに新たなギタリストとしてバイロン・ケースが採用された。
彼らのヒット作としては、1965年の「I Live for the Sun（Billboard Hot 100 で51位、オーストラリアのKent Music Reportで21位)、1966年の「Andrea」 (Billboard Hot 100 で41位）、「Still」 (93位) がある。
バンドは合衆国各地をツアーし、合衆国やカナダではザ・ビーチ・ボーイズの前座を務めた。

## ディスコグラフィ

### シングル
- Car Party / Outta Gas -- Tower 101 -- 1964年9月
- I Live For The Sun (Billboard #51) / Bye Baby Bye -- Tower 148 -- 1965年8月
- Andrea (Billboard #41) / You Don't Phase Me -- Tower 191 -- 1965年12月
- Still (Billboard #93) / When You're Not Here -- Tower 224 -- 1966年3月
- Don't Take Yourself Too Seriously / I Look Baby, I Can't See -- Tower 256 -- 1966年7月
- Hi, How Are You / Just 'Round The River Bend -- Tower 290 -- 1966年11月
- Loaded With Love / Time (A Special Thing) -- Tower 340 -- 1967年5月

### アルバム
- Andrea -- Tower T-5017 (Mono)/ST-5017 (Stereo) -- 1966年

### コンピレーション・アルバム
- Vintage Rays, Collectable Records (1996)